# 大科彭卡爾施泰因山

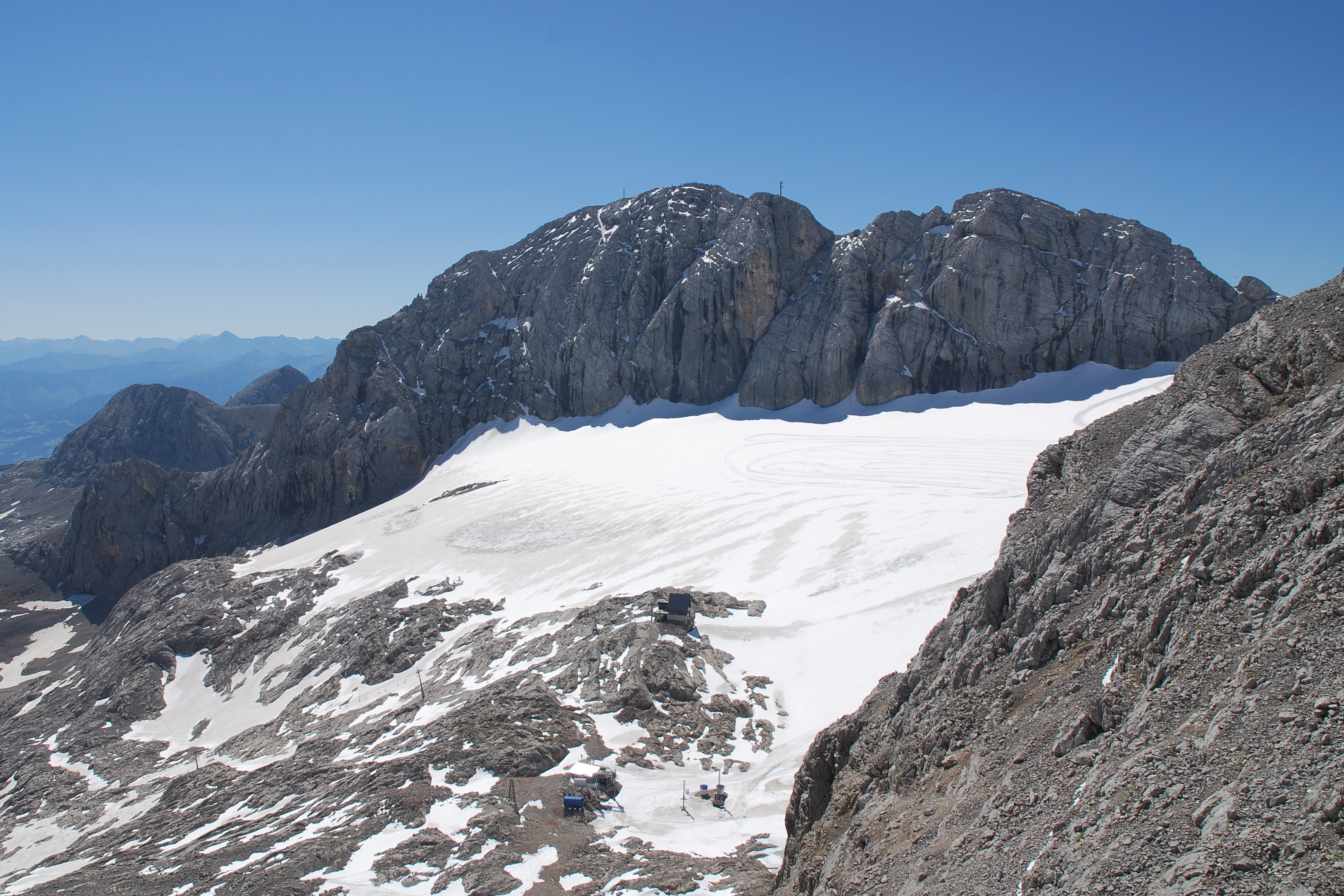

47°27′58″N 13°38′24″E / 47.46611°N 13.64000°E
大科彭卡爾施泰因山（德語：Großer Koppenkarstein），是奧地利的山峰，處於上奧地利州和施泰爾馬克州接壤的邊界，屬於达赫施泰因山脉的一部分，海拔高度2,863米，人類在1873年8月20日首次登頂。